# Navamorcuende (kommunhuvudort)
Navamorcuende är en kommunhuvudort i Spanien.   Den ligger i provinsen Toledo och regionen Kastilien-La Mancha, i den centrala delen av landet, 100 km väster om huvudstaden Madrid. Navamorcuende ligger 772 meter över havet och antalet invånare är 702.
Terrängen runt Navamorcuende är huvudsakligen kuperad, men åt sydväst är den platt.Runt Navamorcuende är det glesbefolkat, med 13 invånare per kvadratkilometer. Närmaste större samhälle är Piedralaves, 19,3 km norr om Navamorcuende. 